# Choi Ri
Choi Ri, (en coréen, 최리) née le 29 juin 1995 à Geochang, est une actrice sud-coréenne.

## Formation
Choi Ri a été élève au lycée national des arts traditionnels coréen avant de commencer sa carrière d'actrice.

## Filmographie

### Cinéma
- 2017 : Spirits' Homecoming : Eun-kyung
- 2018 : Keys to the Heart : Soo-jung
- 2020 : Whispering Corridors : The Humming
- 2023 : A Normal Family (보통의 가족) de Hur Jin-ho : Seon-joo

### Télévision
- 2016 : Blow Breeze : Kim Soon-ok (jeune)
- 2016 : Guardian: The Lonely and Great God : Park Kyung-mi
- 2017 : Witch at Court : Seo Yoo-ri [1]
- 2018 : Welcome to Waikiki : Ji-min
- 2018 : Come and Hug Me : Chae Seo-jin [2]
- 2019 : My First First Love : Oh Ga-rin [3]
- 2020 : Sanhujoriwon : Lee Roo Da